# El llibre de l'amor (pel·lícula de 2022)
El llibre de l'amor (originalment en anglès, Book of Love) és una pel·lícula romàntica britànica del 2022 protagonitzada per Sam Claflin i Verónica Echegui. Dirigida per Analeine Cal y Mayor, la pel·lícula es va rodar a Anglaterra i Mèxic. S'ha doblat al català.

## Sinopsi
La novel·la de l'escriptor anglès Henry és un fracàs en vendes, però el seu llibre és un èxit sorprenent a Mèxic i el seu publicista insisteix que viatgi a aquest país en una gira promocional.

## Repartiment
- Henry Copper - Sam Claflin
- Maria - Verónica Echegui
- Jen - Lucy Punch
- Antonio - Horacio Garcia Rojas
- Pedro - Horacio Villalobos
- Rosa - Laura de Ita
- Host - Ruy Gaytan
- Miguel - Giovani Florido
- Bookshop owner - Remmie Milner